# Philippe de La Guépière
Philippe de La Guépière (de nombre completo Pierre-Louis-Philippe de La Guépière, también escrito Guêpière) (Sceaux (Altos del Sena), c. 1715 - París, 30 de octubre de 1773)  fue un arquitecto francés, parte del grupo de arquitectos de formación francesa que llevaron el último estilo francés a las cortes alemanas de pequeñas reinos y ducados. Trabajó principalmente para Carlos Eugenio, duque de Württemberg.
Philippe de la Guépière fue también autor de varias obras de grabados sobre arquitectura.

## Biografía

### Primeros años
Philippe de La Guépière nació hacia 1715  en Sceaux, Altos del Sena, al sur de París. Era hijo de Lucien de la Guépière, secretario de las obras del castillo de Sceaux y sobrino de Jacques de La Guêpière (1670-1734), arquitecto de la finca Sceaux al servicio de duque de Maine, hijo natural de Luis XIV, y también de la ampliación de la biblioteca de la abadía de Santa Genoveva en París.
Al parecer, habría recibido lecciones de arquitectura del teórico Jacques-François Blondel, y, a partir de la década de 1730, tomó cursos de arquitectura en París. Asistió a la Académie royale d'architecture. En 1750 publicó su volumen en folio grabado Plans, coupes et élévations de différents palais et églises. Ese mismo año Leopoldo Retti, que estaba encargado de construir el Neues Schloss de Stuttgart para Carlos Eugenio, duque de Württemberg, realizó un viaje de reconocimiento artístico a París, en compañía del diseñador de jardines del duque, Hemmerling. En París supervisó el grabado de un conjunto de cuatro hojas en folio de la planta, sección, alzados y perfiles del castillo que se estaba construyendo. Es posible que en París se haya topado con La Guêpière. En cualquier caso, en 1752 Carlos Eugenio nombró arquitecto a La Guêpière en su corte de Württemberg, para ocupar el puesto que había quedado vacío tras la inesperada muerte de Retti, en septiembre del año anterior.
La Guêpière formó parte del grupo de arquitectos de formación francesa, como François de Cuvilliés en Múnich, que llevaron el último estilo francés a las pequeñas cortes alemanas. Estuvo ocupado con obras en la Residenz  de Stuttgart, el Neues Schloss que se construyó junto al antiguo palacio,<ver en: > </ref> y también en la de Karlsruhe. También fue responsable del retiro palaciego Schloss Solitude cerca de Stuttgart y del palacio ribereño de Monrepos en los terrenos de Ludwigsburg (1760-1764).

### En Stuttgart
En Stuttgart, La Guêpière perdió poco tiempo grabando y publicando nuevos diseños. Su  Recueil de différens projets d’architecture représentant plusieurs monuments publics et autres (Stuttgart, Jean Nicolas Stoll)  se publicó el 11 de diciembre de 1752. Al igual que sus grabados de París, rompió con las tradiciones anteriores de los tratados de arquitectura al presentar únicamente las obras de un único arquitecto (Klaiber).
El trabajo de La Guêpière en el Neues Schloss de Stuttgart nunca se completó. En 1756 se completó el armazón del ala que daba a la ciudad, se levantó el Mittelbau central y se completó la decoración interior del ala del jardín. Primero, el ala del jardín fue destruida por un incendio en 1762, luego Carlos Eugenio se enfrentó a la oposición por su extravagancia y abandonó Stuttgart por Ludwigsburg. El Neues Schloss fue bombardeado hasta arruinarlo durante la Segunda Guerra Mundial y ha sido reconstruido como una edificación con interiores modernos y solamente algunas salas de recepción han sido reproducidas en su estado oiriginal.
En el Palacio de Luisburgo, sede alternativa del duque, La Guêpière se ocupó en 1757-1758, de proporcionar un teatro de la corte y de renovar el bloque principal del palacio. Aquí el palacio no sufrió graves daños durante la Segunda Guerra Mundial. El teatro conserva su maquinaria escénica construida bajo la dirección de La Guêpière, la maquinaria escénica más antigua que se conserva en Europa. El palacio Monrepos se construyó en 1755 y se completó en 1764 [Hlawtsch 1991].
Hacia 1767 trazó un plano para el nuevo edificio barroco del monasterio de Petershausen. No recibió el encargo, pero sobre sus trabajos preparatorios se construyó el monasterio, iniciado en 1769.

### Regreso a París
Philippe dejó Württemberg en 1768, con el Schloss Solitude  casi terminado, para regresar a París, donde fue uno de los primeros arquitectos en alejarse del rococó, desarrollando su estilo hacia el Goût grec, el "gusto griego" que fue el precursor del neoclasicismo. Su volumen en folio Recueil d'esquisses d'architecture  se publicó en París en 1765.
También edificó varios edificios en Montbéliard (hoy en el Franco Condado), entonces principado dependiente de Württemberg, donde su mecenas Carlos Eugenio era stathouder. La obra más notable fue el Ayuntamiento de Montbéliard y el corps de logis del castillo también fue reconstruido en una forma más elegante y cómoda.
Sus obras en Francia incluyen interiores (desde entonces reemplazados) para la antigua biblioteca de Santa Genoveva. Un pabellón para albergar una menagerie (colección de animales) en el castillo de Sceaux, a veces atribuido a él, fue construido por Jacques de La Guêpière.
Murió en París el 30 de octubre de 1773.
La única monografía dedicada a La Guêpière es Der Württembergische Oberbaudirektor Philippe de La Guêpière: Ein Beitrag zur Kunstgeschichte der Architektur am Ende des Spätbarock, ibra de Hans Andreas Klaiber, publicada en Stuttgart en 1959.

## Principales obras
- En Alemania:

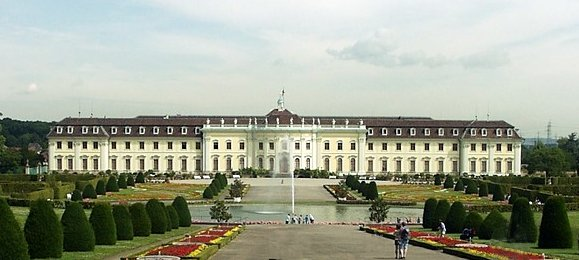
Palacio de Luisburgo

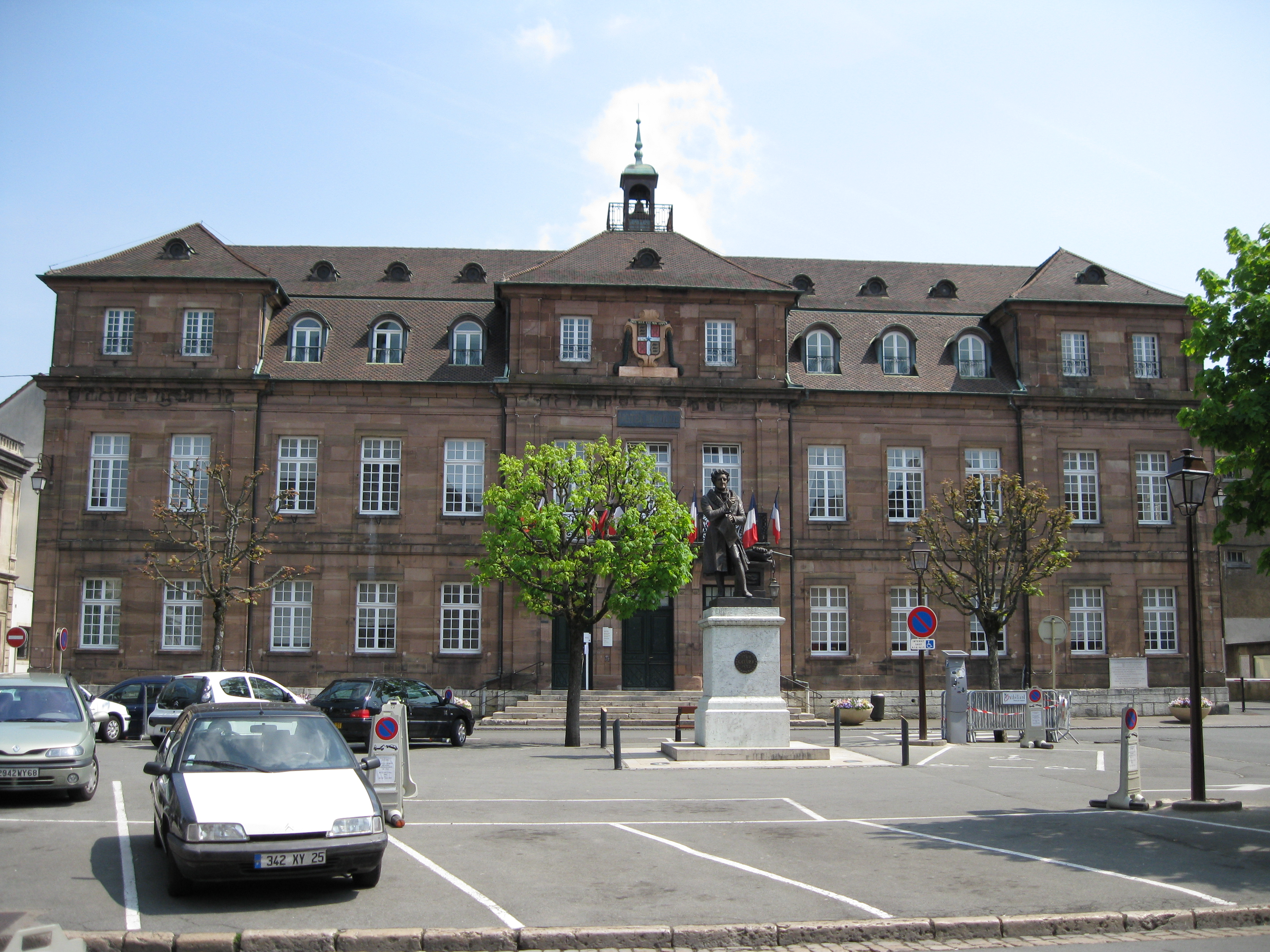
Ayuntamiento de Montbéliard

  - Neues Schloss, la nueva residencia ducal en Stuttgart
  - Schloss Solitude de Stuttgart
  - Palacio ribereño de Monrepos, en Ludwigsburg
  - Acondicionamientos en el palacio de Luisburgo

- En Francia:
  - Ayuntamiento de Montbéliard
  - Hôtel Beurnier-Rossel en Montbéliard
  - Corps de logis del Château de Montbéliard

### Obras escritas y folios
- Plans, coupes et élévations de différents palais et églises, París, 1750
- Recueil de differens projets d’architecture représentant plusieurs monuments publics et autres, Stuttgart, 1752
- Recueil d'esquisses d'architecture, París, 1765